# Адельгейда Шаумбург-Ліппська
Адельгейда Шаумбург-Ліппська (нім. Adelheid zu Schaumburg-Lippe), повне ім'я Фредерика Адельгейда Марія Луїза Хільда Євгенія Шаумбург-Ліппська (нім. Friederike Adelheid Marie Luise Hilda Eugenie zu Schaumburg-Lippe), (нар. 22 вересня 1875 — пом. 27 січня 1971) — принцеса цу Шаумбург-Ліппська, донька принца Вільгельма Шаумбург-Ліппського та принцеси Батільди Ангальт-Дессау, дружина останнього герцога Саксен-Альтенбургу Ернста II.

## Біографія
Адельгейда народилась 22 вересня 1875 року в богемському замку. Вона була сьомою дитиною та третьою донькою в сім'ї принца цу Шаумбург-Ліппе Вільгельма та його дружини Батільди.
У 22 роки принцеса пошлюбилася із 26-річним Ернстом Саксен-Альтенбурзьким, небожем правлячого герцога Ернста I. Весілля відбулося у Бюкебурзі. Подружжя мало четверо дітей.
У 1907 році після смерті батька Ернст став прямим спадкоємцем свого дядька, Ернста Фрідріха. Коли наступного року той пішов з життя, Ернст вступив на престол Саксен-Альтенбургу. Адельгейда стала герцогинею.
Під час Першої світової війни її чоловік брав участь у військових діях. У серпні 1916 його остаточно комісували через хворобу.
У 1918 році, внаслідок поразки Німеччини у війні, підвалини монархії захиталися. 7 листопада 1918 року почалися заворушення в Альтенбурзі. Герцог намагався впоратися з ситуацією, йдучи на поступки, але 13 листопада був змушений відректися від престолу.
У 1920 подружжя оформило розлучення. Адельгейда знову стала йменуватися принцесою Шаумбург-Ліппе. Більше заміж не виходила. Ернст у 1934 оформив морганатичний шлюб із Марією Трібель.
Померла принцеса 27 січня 1971 у віці 95 років.

## Родина

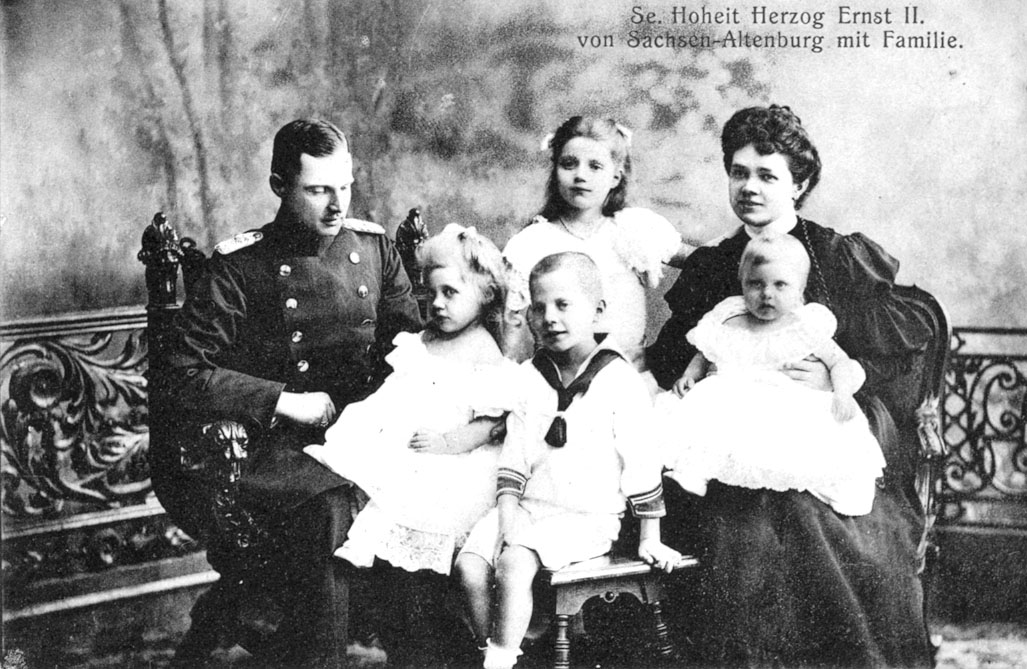
Адельгейда із чоловіком та дітьми бл.1906

Чоловік — Ернст Саксен-Альтенбурзький
Діти:
- Шарлотта (1899—1989) — дружина принца Сигізмунда Пруського, з яким мала сина та доньку, переїхала із чоловіком до Гватемали, згодом — до Коста-Рики;
- Георг Моріц (1900—1991) — голова дому Саксен-Альтенбургів у 1955–1991, титулярний герцог Саксен-Альтенбурзький, одружений не був, дітей не мав;
- Єлизавета (1903—1991)
- Фрідріх (1905—1985) — помер неодруженим.